# Хуліо Монтеро Кастільйо
Хуліо Монтеро Кастільйо (ісп. Julio Montero Castillo, нар. 25 квітня 1944, Монтевідео) — уругвайський футболіст, що грав на позиції півзахисника. Виступав, зокрема, за «Насьйональ» та національну збірну Уругваю.
Батько уругвайського футболіста Паоло Монтеро.

## Клубна кар'єра
У дорослому футболі дебютував 1964 року виступами за команду клубу «Ліверпуль» (Монтевідео), в якій провів один сезон. Своєю грою за цю команду привернув увагу представників тренерського штабу клубу «Насьйональ», до складу якого приєднався 1966 року. Відіграв за команду з Монтевідео наступні шість сезонів своєї ігрової кар'єри. 
Згодом з 1973 по 1975 рік грав в Аргентині за «Індепендьєнте» (Авельянеда) та в Іспанії у складі «Гранади».
1975 року повернувся до «Насьйоналя», за який відіграв ще 3 сезони. Завершив професійну кар'єру футболіста виступами за «Насьйональ» у 1978 році.

## Виступи за збірну
1967 року дебютував в офіційних матчах у складі національної збірної Уругваю. Протягом кар'єри у національній команді, яка тривала 12 років, провів у формі головної команди країни 43 матчі, забивши 1 гол.
У складі збірної був учасником чемпіонату світу 1970 року у Мексиці та чемпіонату світу 1974 року у ФРН.

## Досягнення
«Насьйональ»
- Прімера Дивізіон Уругваю
  -  Чемпіон (6): 1966, 1969, 1970, 1971, 1972, 1977

- Кубок Лібертадорес
  -  Володар (1): 1971

- Міжконтинентальний кубок
  -  Володар (1): 1971

«Індепендьєнте»
- Кубок Лібертадорес
  -  Володар (1): 1973

- Міжконтинентальний кубок
  -  Володар (1): 1973

Уругвай
- Чемпіон Південної Америки: 1967